# Disputació d'en Buch ab son cavall
La Disputació d'en Buch ab son cavall és una composició de 343 versos octosíl·labs apariats, d'autor anònim i que sembla que es va redactar a la segona meitat del segle xiv. En l'obra s'hi relata una discussió entre en Buch i el seu cavall, prodigiosament dotat de parla i d'una subtil facultat raonadora.

## Argument
El relat comença quan Buch renya el seu cavall perquè menja massa i perquè li plau vagar per munts i per valls. Buch li diu que hauria de prendre exemple d'ell, que és bona persona i que no ha volgut mai robar res. El cavall interromp el discurs del seu amo dient-li que tot el poble diu d'ell que és una mala persona perquè sí que ha robat, entre altres coses bocs, gallines, cabrits i s'ha emparat de blat dels pagesos. En Buch, per excusar-se, li fa saber que tot això ho va fer el seu pare, i, com que aquest duia el mateix nom que ell, la gent li atribueix aquests fets. En Buch comença llavors a enfurismar-se i amenaça el cavall amb bastonades, replicant aquest que el que li ocorre és que no sap acceptar les veritats. Buch, indecís, gosa preguntar al seu cavall quina opinió té d'ell la resta de la gent, el cavall li respon que el voldrien veure penjat per la multitud de robatoris que ha comès. Buch argumenta que no sap fer cap altra cosa a part de robar, ja que no coneix cap ofici, i s'excusa dient que si no hagués robat tant ell com el cavall s'haurien mort de fam. Al cap de poc sembla que el protagonista es penedeixi del que ha fet i demana consell al cavall, el qual li recomana que es confessi i per poder assolir el paradís; en Buch, finalment, decideix confessar-se.
El cavall imposa de penitència al seu amo que doni als pobres tot el que posseeix, però en Buch respon que si ha de complir aquesta condició s'estima més condemnar-se, ja que prefereix robar 100 carlins a donar-ne dos als pobres, tampoc no vol de penitència dejunar perquè no entén quin profit podria treure'n Déu, ni pregar perquè no sap cap oració. El cavall, preocupat perquè ja no sabia quina penitència imposar-li, li diu que l'escolli ell mateix i en Buch proposa donar als pobres una part del que robarà: si roba una gallina, els donarà les plomes; si roba un peix, les escates. Sentint la resposta, el cavall objecta que això no sembla pas cristià, però al seu amo li és indiferent ser cristià o jueu mentre Déu li doni pa, vi, carn i avinteses per robar. Finalment, el cavall li proposa que faci testament i distribueixi els seus béns entre els parents i els amics.

## Intenció de l'obra
Seria una exageració considerar la Disputació d'en Buch ab son cavall com una mostra de la llibertat de pensament medieval enfront de l'Església i trobar heretgies als seus versos. L'autor el que pretén és divertir els seus lectors presentant un lladre astut i murri, que resta intel·lectualment molt per dessota del seu cavall, que s'hi expressa com si fos una persona honrada, digna i creient. També seria exagerat veure-hi una intenció moralitzadora perquè no és sinó un plaent passatemps, on humorísticament, es debaten aspectes de la vida religiosa amb una familiaritat que, en temps modern, pot semblar irrespectuosa.
És possible que en Buch hagués estat un personatge real, un lladre famós a Catalunya. El tema del cavall confessor només té gràcia i validesa còmica entre persones que respectin i practiquin el sagrament de la penitència, i acudits d'aquesta mena no són rars en textos medievals.

## Influències
El tema de la discussió d'un home amb el seu cavall es troba en alguns textos medievals, com ara els debats fingits escrits pels trobadors Ramon Berenguer V de Provença, el qual dialoga amb el seu corser Carnet-Ongla, i els de Bertran Carbonel de Marsella, i, més aproximat a la Disputació d'en Buch ab son cavall, el Plait de Renart de Dammartin contre Vairon, son roncin, la diferència amb aquest relat és que en aquest Renart insulta el seu rossí per tal com és vell i inútil i Vairon se'n plany.